# Allodapula xerica
Allodapula xerica är en biart som beskrevs av Michener 1971. Allodapula xerica ingår i släktet Allodapula och familjen långtungebin. Inga underarter finns listade i Catalogue of Life.